# Frei Inocêncio
Frei Inocêncio est une municipalité brésilienne de l'État du Minas Gerais et la microrégion de Governador Valadares.